# 헨리 스펜서

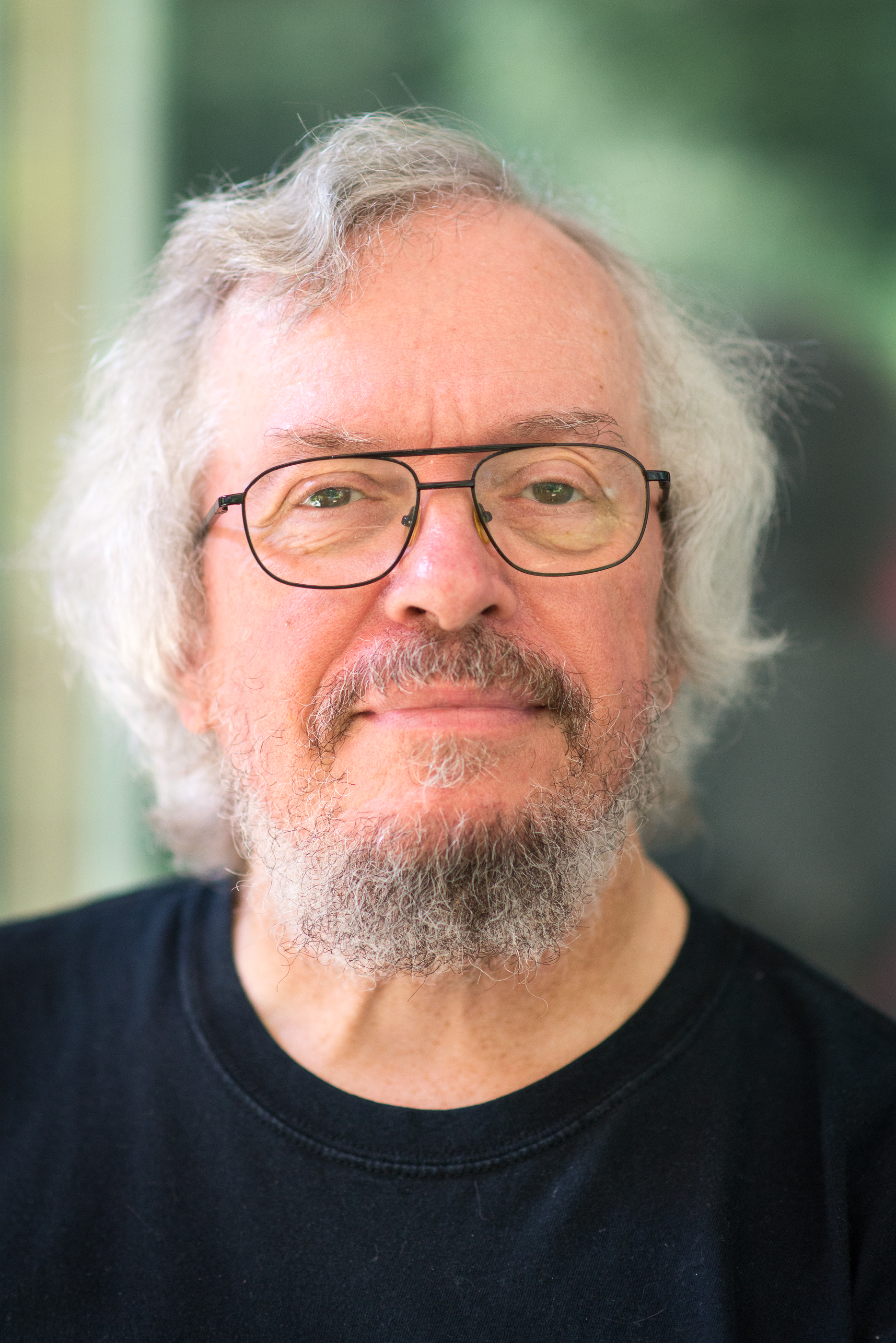
2023년 모습

헨리 스펜서(Henry Spencer, 1955년 출생)는 캐나다인 컴퓨터 프로그래머이자 우주 애호가이다. 그는 정규 표현식에 널리 사용되는 소프트웨어 라이브러리 (컴퓨팅)인 "regex"를 작성했으며 유즈넷 서버 프로그램인 C 뉴스를 공동 작성했다. 그는 또한 C 프로그래머를 위한 십계명을 집필했다. 그는 데이비드 로런스와 함께 "Managing Usenet"이라는 책의 공동 저자이다. 토론토 대학교에서 근무하는 동안 그는 1981년부터 미국 이외의 지역에서 최초로 활발한 유즈넷 사이트를 운영했다. 그 기간의 그의 기록은 결국 1980년대에 유즈넷 아카이브를 제공하기 위해 구글에 인수되었다.
최초의 국제 유즈넷 사이트는 1981년 오타와에서 운영되었다. 그러나 이는 단지 읽기 전용 매체로만 사용되었기 때문에 일반적으로 기억되지 않는다. 1981년 후반에 스펜서는 듀크 대학교에서 유즈넷 피드를 획득하여 "utzoo"를 온라인으로 가져왔다. 그 결과 유즈넷의 최초 공공 기록 보관소는 1981년 5월로 기록되었다.
초기 유즈넷의 작은 규모와 스펜서의 초기 참여로 인해 그는 잘 알려진 참가자가 되었다. 이것은 버너 빈지의 1992년 소설 "A Fire Upon the Deep"에서 기념된다. 소설은 가짜 메시지 헤더를 포함하여 저자까지 유즈넷과 매우 유사한 성간 통신 매체를 특징으로 한다. 이 게시물을 통해서만 등장한 캐릭터 중 하나는 스펜서를 모델로 한 것이다. (그리고 약간 비스듬하게 그의 이름을 따서 명명되었음)
그는 또한 "유닉스를 이해하지 못하는 사람들은 유닉스를 형편없이 재창조해야 한다는 비난을 받는다"는 주장으로 인정을 받았다.